# Campionati mondiali di biathlon 2021
I Campionati mondiali di biathlon 2021 si sono svolti a Pokljuka, in Slovenia, dal 9 al 21 febbraio 2021. Tutte le gare sono valse anche ai fini della Coppa del Mondo.

## Calendario
| Uomini |                        |   | 10 km sprint |               | 12,5 km inseguimento |   |                   | 20 km individuale |                                                 |   | Staffetta 4x7,5 km | 15 km mass start   | 5  |
| Donne  |                        |   |              | 7,5 km sprint | 10 km inseguimento   |   | 15 km individuale |                   |                                                 |   | Staffetta 4x6 km   | 12,5 km mass start | 5  |
| Misto  | Staffetta 4x7,5 km U+D |   |              |               |                      |   |                   |                   | Staffetta mista individuale 7,5 km U + 7,5 km D |   |                    |                    | 2  |
| Totale | 1                      | 0 | 1            | 1             | 2                    | 0 | 1                 | 1                 | 1                                               | 0 | 2                  | 2                  | 12 |

## Medagliere per nazioni
| Pos. | Nazione     | Oro | Argento | Bronzo | Totale |
| ---- | ----------- | --- | ------- | ------ | ------ |
| 1    | Norvegia    | 4   | 1       | 3      | 8      |
| 2    | Francia     | 2   | 2       | 2      | 6      |
| 3    | Svezia      | 1   | 2       | 2      | 5      |
| 4    | Rep. Ceca   | 1   | 0       | 0      | 1      |
| 5    | Austria     | 0   | 2       | 0      | 2      |
| 6    | Germania    | 0   | 1       | 0      | 1      |
| 7    | Bielorussia | 0   | 0       | 1      | 1      |

## Uomini

### Risultati

#### Sprint 10 km
| Pos. | Atleta                 | Nazione  | Tempo   |
| ---- | ---------------------- | -------- | ------- |
| 1    | Martin Ponsiluoma      | Svezia   | 24:41,1 |
| 2    | Simon Desthieux        | Francia  | 24:52,3 |
| 3    | Émilien Jacquelin      | Francia  | 24:54,0 |
| 4    | Johannes Dale          | Norvegia | 25:03,5 |
| 5    | Johannes Thingnes Bø   | Norvegia | 25:03,6 |
| 6    | Quentin Fillon Maillet | Francia  | 25:05,0 |
| 7    | Sturla Holm Lægreid    | Norvegia | 25:06,8 |
| 8    | Sebastian Samuelsson   | Svezia   | 25:07,8 |
| 9    | Tarjei Bø              | Norvegia | 25:09,3 |
| 10   | Ėduard Latypov         | Russia   | 25:14,4 |

12 febbraio 

#### Inseguimento 12,5 km
| Pos. | Atleta                 | Nazione  | Tempo   |
| ---- | ---------------------- | -------- | ------- |
| 1    | Émilien Jacquelin      | Francia  | 31:22,1 |
| 2    | Sebastian Samuelsson   | Svezia   | 31:29,4 |
| 3    | Johannes Thingnes Bø   | Norvegia | 31:30,2 |
| 4    | Quentin Fillon Maillet | Francia  | 31:54,6 |
| 5    | Simon Desthieux        | Francia  | 32:04,0 |
| 6    | Sturla Holm Lægreid    | Norvegia | 32:20,0 |
| 7    | Ėduard Latypov         | Russia   | 32:57,2 |
| 8    | Artem Pryma            | Ucraina  | 33:22,7 |
| 9    | Simon Eder             | Austria  | 33:25,9 |
| 10   | Andrejs Rastorgujevs   | Lettonia | 33:34,2 |

14 febbraio

#### Partenza in linea 15 km
| Pos. | Atleta                 | Nazione  | Tempo   |
| ---- | ---------------------- | -------- | ------- |
| 1    | Sturla Holm Lægreid    | Norvegia | 36:27,2 |
| 2    | Johannes Dale          | Norvegia | 36:37,4 |
| 3    | Quentin Fillon Maillet | Francia  | 36:40,0 |
| 4    | Simon Eder             | Austria  | 36:50,3 |
| 5    | Jakov Fak              | Slovenia | 36:57,2 |
| 6    | Tarjei Bø              | Norvegia | 37:00,5 |
| 7    | Lukas Hofer            | Italia   | 37:06,9 |
| 8    | Johannes Thingnes Bø   | Norvegia | 37:12,6 |
| 9    | Aleksandr Loginov      | Russia   | 37:17,2 |
| 10   | Sebastian Samuelsson   | Svezia   | 37:26,9 |

21 febbraio

#### Individuale 20 km
| Pos. | Atleta                 | Nazione  | Tempo   |
| ---- | ---------------------- | -------- | ------- |
| 1    | Sturla Holm Lægreid    | Norvegia | 49:27,6 |
| 2    | Arnd Peiffer           | Germania | 49:44,5 |
| 3    | Johannes Dale          | Norvegia | 50:08,5 |
| 4    | Quentin Fillon Maillet | Francia  | 50:40,5 |
| 5    | Johannes Thingnes Bø   | Norvegia | 50:41,1 |
| 6    | Said Karimulla Khalili | Russia   | 51:12,9 |
| 7    | Simon Eder             | Austria  | 51:27,3 |
| 8    | Benedikt Doll          | Germania | 51:34,5 |
| 9    | Artem Pryma            | Ucraina  | 51:58,8 |
| 10   | Roman Rees             | Germania | 51:59,2 |

17 febbraio

#### Staffetta 4x7,5 km
| Pos. | Nazione      | Atleti                                                                        | Tempo     |
| ---- | ------------ | ----------------------------------------------------------------------------- | --------- |
| 1    | Norvegia     | Sturla Holm Lægreid Tarjei Bø Johannes Thingnes Bø Vetle Sjåstad Christiansen | 1:12:27,4 |
| 2    | Svezia       | Peppe Femling Jesper Nelin Martin Ponsiluoma Sebastian Samuelsson             | 1:13:00,5 |
| 3    | RBU (Russia) | Said Karimulla Khalili Matvej Eliseev Aleksandr Loginov Ėduard Latypov        | 1:13:18,3 |
| 4    | Francia      | Antonin Guigonnat Quentin Fillon Maillet Simon Desthieux Émilien Jacquelin    | 1:13:29,4 |
| 5    | Ucraina      | Bohdan Cymbal Dmytro Pidručnyj Artem Pryma Anton Dudchenko                    | 1:13:40,1 |
| 6    | Italia       | Didier Bionaz Lukas Hofer Tommaso Giacomel Dominik Windisch                   | 1:14:02,9 |
| 7    | Germania     | Erik Lesser Roman Rees Arnd Peiffer Benedikt Doll                             | 1:14:10,6 |
| 8    | Slovenia     | Miha Dovžan Jakov Fak Rok Tršan Alex Cisar                                    | 1:14:11,7 |
| 9    | Bielorussia  | Mikita Labastau Anton Smol'ski Maksim Varabei Dzmitry Lazouski                | 1:14:52,8 |
| 10   | Austria      | David Komatz Simon Eder Felix Leitner Julian Eberhard                         | 1:14:58,5 |

20 febbraio

## Donne

### Risultati

#### Sprint 7,5 km
| Pos. | Atleta                | Nazione     | Tempo   |
| ---- | --------------------- | ----------- | ------- |
| 1    | Tiril Eckhoff         | Norvegia    | 21:18,7 |
| 2    | Anaïs Chevalier       | Francia     | 21:30,7 |
| 3    | Hanna Sola            | Bielorussia | 21:33,1 |
| 4    | Denise Herrmann       | Germania    | 21:41,0 |
| 5    | Lisa Vittozzi         | Italia      | 21:56,4 |
| 6    | Marte Olsbu Røiseland | Norvegia    | 22:02,2 |
| 7    | Lena Häcki            | Svizzera    | 22:08,2 |
| 8    | Franziska Preuß       | Germania    | 22:09,1 |
| 9    | Lisa Theresa Hauser   | Austria     | 22:09,2 |
| 10   | Hanna Öberg           | Svezia      | 22:17,5 |

13 febbraio

#### Inseguimento 10 km
| Pos. | Atleta                     | Nazione  | Tempo   |
| ---- | -------------------------- | -------- | ------- |
| 1    | Tiril Eckhoff              | Norvegia | 30:38,1 |
| 2    | Lisa Theresa Hauser        | Austria  | 30:55,4 |
| 3    | Anaïs Chevalier            | Francia  | 31:11,1 |
| 4    | Dorothea Wierer            | Italia   | 31:23,3 |
| 5    | Franziska Preuß            | Germania | 31:27,4 |
| 6    | Vanessa Hinz               | Germania | 31:43,2 |
| 7    | Olena Pidhrušna            | Ucraina  | 31:52,0 |
| 8    | Denise Herrmann            | Germania | 31:54,4 |
| 9    | Marte Olsbu Røiseland      | Norvegia | 32:04,6 |
| 10   | Ingrid Landmark Tandrevold | Norvegia | 32:12,2 |

14 febbraio 

#### Partenza in linea 12,5 km
| Pos. | Atleta                     | Nazione  | Tempo   |
| ---- | -------------------------- | -------- | ------- |
| 1    | Lisa Theresa Hauser        | Austria  | 36:05,7 |
| 2    | Ingrid Landmark Tandrevold | Norvegia | 36:27,4 |
| 3    | Tiril Eckhoff              | Norvegia | 36:28,7 |
| 4    | Marte Olsbu Røiseland      | Norvegia | 36:29,3 |
| 5    | Lisa Vittozzi              | Italia   | 36:54,6 |
| 6    | Franziska Preuß            | Germania | 36:58,3 |
| 7    | Hanna Öberg                | Svezia   | 37:03,4 |
| 8    | Dorothea Wierer            | Italia   | 37:11,0 |
| 9    | Baiba Bendika              | Lettonia | 37:20,0 |
| 10   | Vanessa Hinz               | Germania | 37:26,9 |

21 febbraio

#### Individuale 15 km
| Pos. | Atleta                     | Nazione   | Tempo   |
| ---- | -------------------------- | --------- | ------- |
| 1    | Markéta Davidová           | Rep. Ceca | 42:27,7 |
| 2    | Hanna Öberg                | Svezia    | 42:55,6 |
| 3    | Ingrid Landmark Tandrevold | Norvegia  | 43:31,7 |
| 4    | Lisa Theresa Hauser        | Austria   | 44:19,9 |
| 5    | Svetlana Mironova          | Russia    | 44:33,5 |
| 6    | Elisa Gasparin             | Svizzera  | 44:37,3 |
| 7    | Franziska Preuß            | Germania  | 44:42,1 |
| 8    | Irene Cadurisch            | Svizzera  | 44:42,9 |
| 9    | Dorothea Wierer            | Italia    | 44:47,9 |
| 10   | Julia Schwaiger            | Austria   | 44:48,5 |

10 febbraio

#### Staffetta 4x6 km
| Pos. | Nazioni     | Atlete                                                                  | Tempo     |
| ---- | ----------- | ----------------------------------------------------------------------- | --------- |
| 1    | Norvegia    | Ingrid Landmark Tandrevold Tiril Eckhoff Ida Lien Marte Olsbu Røiseland | 1:10:39,0 |
| 2    | Germania    | Vanessa Hinz Janina Hettich Denise Herrmann Franziska Preuß             | 1:10:47,8 |
| 3    | Ucraina     | Anastasija Merkušyna Julija Džyma Darya Blashko Olena Pidhrušna         | 1:10.48,2 |
| 4    | Bielorussia | Iryna Kryŭko Dzinara Alimbekava Hanna Sola Elena Kruchinkina            | 1:11:07,8 |
| 5    | Svezia      | Johanna Skottheim Linn Persson Elvira Öberg Hanna Öberg                 | 1:11:26Z9 |
| 6    | Polonia     | Kinga Zbylut Monika Hojnisz Kamila Żuk Anna Mąka                        | 1:11:31,1 |
| 7    | Austria     | Dunja Zdouc Katharina Innerhofer Julia Schwaiger Lisa Theresa Hauser    | 1:11:43,3 |
| 8    | Francia     | Anaïs Bescond Anaïs Chevalier Chloé Chevalier Julia Simon               | 1:11:54,2 |
| 9    | Italia      | Lisa Vittozzi Michela Carrara Federica Sanfilippo Dorothea Wierer       | 1:12:07,1 |
| 10   | Rep. Ceca   | Jessica Jislová Eva Puskarčíková Markéta Davidová Lucie Charvátová      | 1:12:19,4 |

20 febbraio

## Misto

### Risultati

#### Staffetta Mista 2x7,5 km U + 2x7,5 km D
| Pos. | Nazione  | Atleti                                                                       | Tempo     |
| ---- | -------- | ---------------------------------------------------------------------------- | --------- |
| 1    | Norvegia | Sturla Holm Lægreid Johannes Thingnes Bø Tiril Eckhoff Marte Olsbu Røiseland | 1:20:19.3 |
| 2    | Austria  | David Komatz Simon Eder Dunja Zdouc Lisa Theresa Hauser                      | +27.0     |
| 3    | Svezia   | Sebastian Samuelsson Martin Ponsiluoma Linn Persson Hanna Öberg              | +30.6     |
| 4    | Ucraina  | Artem Pryma Dmytro Pidručnyj Julija Džyma Olena Pidhrušna                    | +31.1     |
| 5    | Francia  | Émilien Jacquelin Quentin Fillon Maillet Anaïs Chevalier Julia Simon         | +46.2     |
| 6    | Italia   | Didier Bionaz Lukas Hofer Dorothea Wierer Lisa Vittozzi                      | +58.9     |
| 7    | Germania | Erik Lesser Arnd Peiffer Denise Herrmann Franziska Preuß                     | +1:04.9   |
| 8    | Canada   | Christian Gow Scott Gow Nadia Moser Emma Lunder                              | +2:06.0   |
| 9    | Russia   | Aleksandr Loginov Ėduard Latypov Svetlana Mironova Ul'jana Kajševa           | +2:11.4   |
| 10   | Svizzera | Benjamin Weger Jeremy Finello Selina Gasparin Lena Häcki                     | +2:38.5   |

10 febbraio

#### Staffetta Mista individuale 7,5 km U + 7,5 km D
| Pos. | Nazione  | Atleti                             | Tempo   |
| ---- | -------- | ---------------------------------- | ------- |
| 1    | Francia  | Julia Simon Antonin Guigonnat      | 36:42.4 |
| 2    | Norvegia | Johannes Thingnes Bø Tiril Eckhoff | +2.8    |
| 3    | Svezia   | Sebastian Samuelsson Hanna Öberg   | +22.6   |
| 4    | Ucraina  | Artem Pryma Darya Blashko          | +35.9   |
| 5    | Italia   | Lukas Hofer Dorothea Wierer        | +55.2   |
| 6    | Austria  | Simon Eder Lisa Theresa Hauser     | +1:03.5 |
| 7    | Germania | Erik Lesser Franziska Preuß        | +1:21.2 |
| 8    | Canada   | Christian Gow Emma Lunder          | +1:24.4 |
| 9    | Svizzera | Benjamin Weger Irene Cadurisch     | +1:50.2 |
| 10   | Estonia  | Rene Zahkna Johanna Talihaerm      | +1:56.4 |

18 febbraio